# SD刑事ブレイダー
『SD刑事ブレイダー』(エスディーけいじ-)はNMK開発、タイトーから1991年7月19日から発売された、ファミリーコンピュータ用ロールプレイングゲームである。

## 概要
かつて人気を博した宇宙刑事シリーズを元に作られたRPG。主人公は地球担当となった新米宇宙刑事が地球侵略をもくろむ悪の組織ジャドーの魔の手から地球を守る。
非常にエンカウント率（敵との遭遇率）が高いのが特徴。

## 登場人物

### 宇宙警察
- 主人公

宇宙刑事。ブレイダーは刑事のコードネーム。テクター（防具）を破壊されると防御力が無くなりリペアパーツを使い修理しなくては戦闘が非常に不利になる。
- ミリー

ブレイダーとバディを組む宇宙刑事。時々LE（HP）を回復してくれる。

### 街の人々
- アスカ博士

アニマルビームの開発者。テッケンダーに連れ去られ救出後はブレイダーに協力する。
- レイコ

アスカ博士の娘。
- コジロウ

アニマルビームで猿にされてしまった人間。ＮＰＣ。
- デカヤマ

地球の刑事。通称「鬼のデカヤマ」。
- ミドリカワ

高校の先生。人喰い植物作戦に巻き込まれる。
- ランラン

品川のボッタクリ中華料理店の店員。戦闘終了後仲間になる。リンリンという妹がいる。

### ジャドー
- キングジャドー

ジャドーの首領。
- ウエポーン博士

ジャドーの武器開発担当。
- ダブルガード

ジャドーの死刑執行人。

#### 四天王
- テッケンダー

アニマルビームと言う光線で人間を動物化する計画を建てる。
- エルメス

宇宙植物ベムレシアンを呼び人喰い植物作戦で地球を混乱に陥れようとする女四天王。
- バトラード

ジャドー最強部隊を率いて地球に襲来。第三形態まで変身する。
- バイオギン

アスカの仲間の博士をさらい最強ロボットを開発しブレイダーを倒そうとする。

### その他
- ポプリン

ベムラシアンと同じ惑星ベムラスの宇宙人。ミリーと同じく時々回復をしてくれる。
- サスライマン

ブレイダーを助けに来る謎の人物。その正体は地球を愛しジャドーを裏切ったキングジャドーの息子ブラック王子。

## ユニット
ＲＰＧの魔法に代わるものとして一定のレベルアップを果たすと宇宙警察からユニットが転送されてくる。UE（MP）を消費することによって様々な特殊効果を得られる。
ライフアップ
LE回復。
ワープ
今まで行った街へ瞬間移動。
スロー
相手の動きを遅くする。
アームバースト
相手の通常攻撃力を減らす。
テクターリペア
テクターの修理。
ライフマックス
LEを完全に回復。
サーチアイ
敵の残りLEを確認する。
スモーク
一部を除いて敵との戦闘から逃げ出す。
ステルス
敵とのエンカウントを無くす。